# Hassar
Hassar — рід прісноводних риб з родини Бронякові ряду сомоподібних. Має 4 види.

## Опис
Загальна довжина представників цього роду коливається від 15,7 до 25 см. Голова широка і трохи сплощена з сильно окостенілим черепом. На морді є 3 пари вусиків. Мають присадкуватий фігуру з широким тулубом. Перед спинним плавцем є добре розвинена кістяна пластина. Спинний плавець має 4 промені з шипом на першому. Уздовж бічної лінії є невеличкі щитки, проте не колючі на відміну від інших родів. Здатні виробляти звук, завдяки переміщенню їхніх грудних хребців. Грудні плавці добре розвинені, з сильними шипами. Жировий плавець невеличкий. Анальний плавець має коротку основу, маленький. Хвостовий плавець витягнутий, розрізаний.
Мають сріблясте забарвлення.

## Спосіб життя
Воліють повільні або стоячі водойми. Активні вночі. Днем воліють відсиджуватися під корчами. Живляться переважно водними безхребетними, інколи дрібними рибками.

## Розповсюдження
Поширені в басейні річок Амазонка, Оріноко, Токантінс, Парнаїба і Ессекібо.

## Види
- Hassar affinis
- Hassar gabiru
- Hassar orestis
- Hassar shewellkeimi
- Hassar wilderi